# Alfred Keller
Alfred Keller (Bochum, 19 settembre 1882 – Berlino, 11 febbraio 1974) è stato un generale tedesco della Luftwaffe durante la seconda guerra mondiale dove ebbe il comando della Luftflotte 1, la sua carriera militare ebbe inizio nel Esercito imperiale tedesco nel 1897, nella prima guerra mondiale servì come pilota di bombardiere.

## Biografia

### Seconda guerra mondiale
nel settembre 1939 all'inizio della seconda guerra mondiale ebbe il comando del I Corpo d'armata aereo durante la Campagna di Polonia assumendo tale comando il 13 ottobre 1939. Nelle seguenti campagne di Norvegia, dei Paesi Bassi, del Belgio e di Francia ebbe il comando della Luftflotte 2 con il generale Albert Kesselring come suo diretto superiore. Keller venne decorato con la Croce di Cavaliere della Croce di Ferro il 24 giugno 1940 come comandante del IV Corpo d'armata aereo. Poco dopo il 19 luglio 1940 venne promosso a Generaloberst (Colonnello generale). Il 19 agosto 1940 durante la Battaglia d'Inghilterra venne nominato comandante della Luftflotte 1 e come comandante in capo delle forze aeree nell'est. Keller guidò tale formazione con decisa energia durante la Campagna dei Balcani e in seguito durante l'Operazione Barbarossa dove ebbe il compito principale di supportare l'Heeresgruppe Nord (Gruppo d'armate Nord). Keller rimase con la Luftflotte 1 fino al 12 giugno 1943, quando si ritirò dal servizio attivo all'età di 61 anni venendo rimpiazzato da Günther Korten più giovane di lui di 16 anni. Ciò nonostante continuò ad esercitare importanti funzioni nei Nationalsozialistisches Fliegerkorps (Corpi di volo Nazionalsocialisti) un'unità paramilitare organizzata per formare una riserva civile di piloti. Dal 26 giugno 1943 sino all' 9 maggio 1945 ebbe il grado di Korpsführer dei Nationalsozialistisches Fliegerkorps. Fino alla fine della guerra fu responsabile del dipartimento di armi anticarro della Luftwaffe. Keller era un convinto nazionalsocialista e le sue nomine di comando furono più dovute al favore di Hermann Göring, che non alle sue doti militari.

### Ultimi anni di vita
Con la capitolazione tedesca l'8 maggio 1945 Keller divenne un prigioniero dei britannici, venendo trattenuto come prigioniero di guerra fino al 1947. Negli anni' 60 divenne uno dei primi presidenti dell'Associazione dei destinatari della Croce di Cavaliere. Keller morì a Berlino, venendo sepolto nel Waldfriedhof Zehlendorf.